# امونا
امونا یا آاِمونا شهری رومی بود در ناحیهٔ شهر امروزی لیوبلیانا، پایتخت کشور اسلوونی.
امونا در سده یکم پیش از میلاد در پی قرار گرفتن در چهارراه مهم ارتباطی میان پانونیا به ایتالیا اهمیت یافت.
نام شهر امونا در افسانه یونانی آرگونات‌ها نیز آمده است.
روستایی نیز به نام اِمونا در استان بورگاس بلغارستان وجود دارد.

## نگارخانه

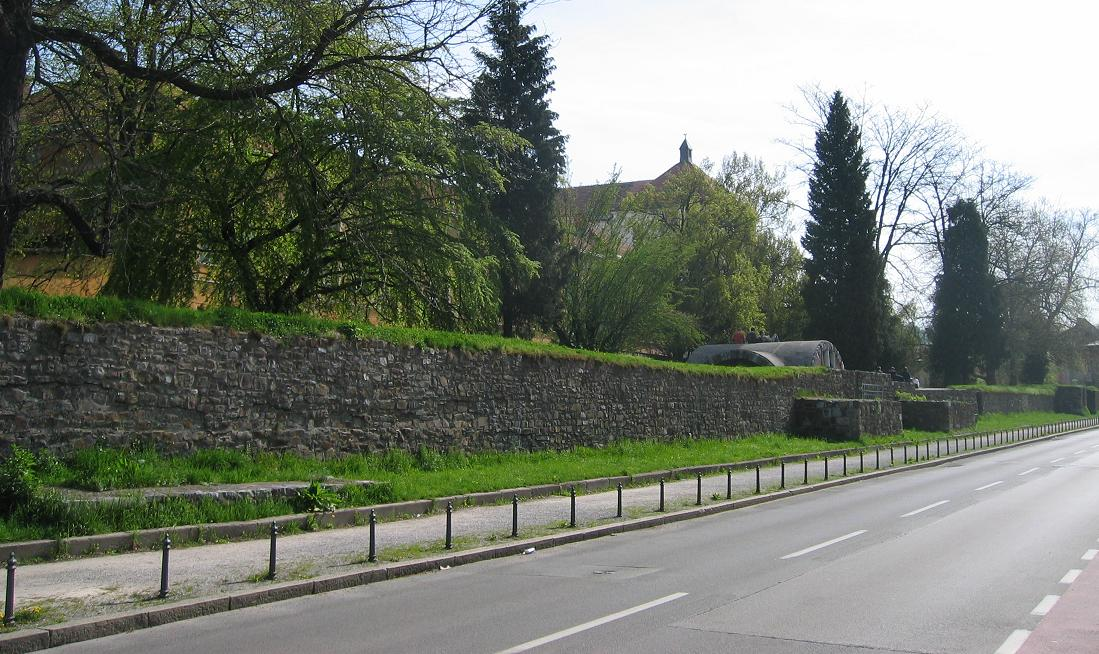
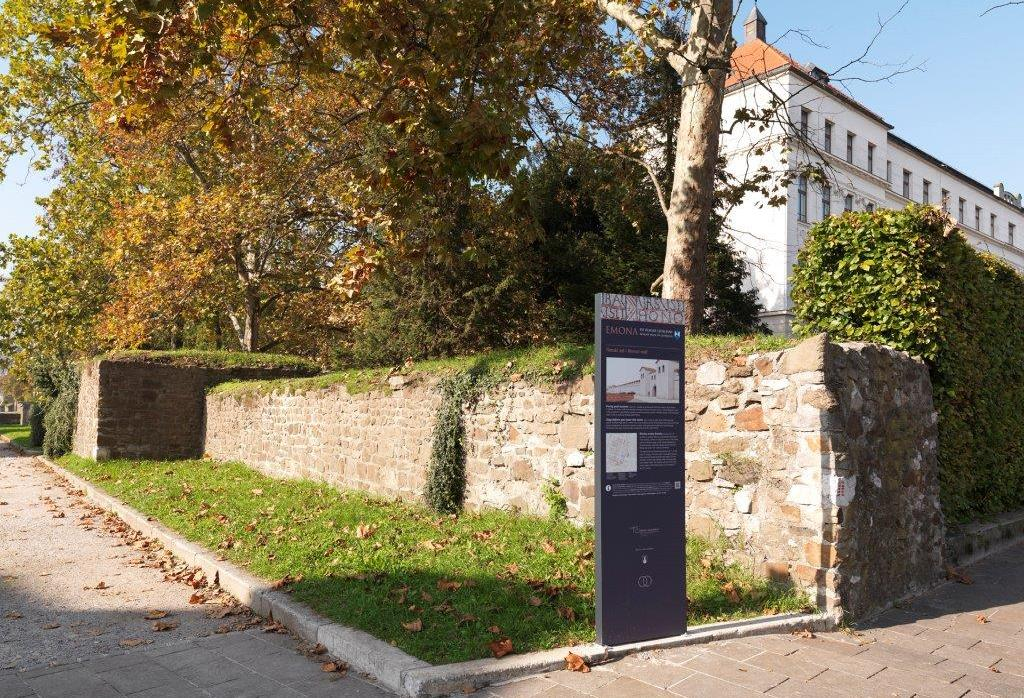
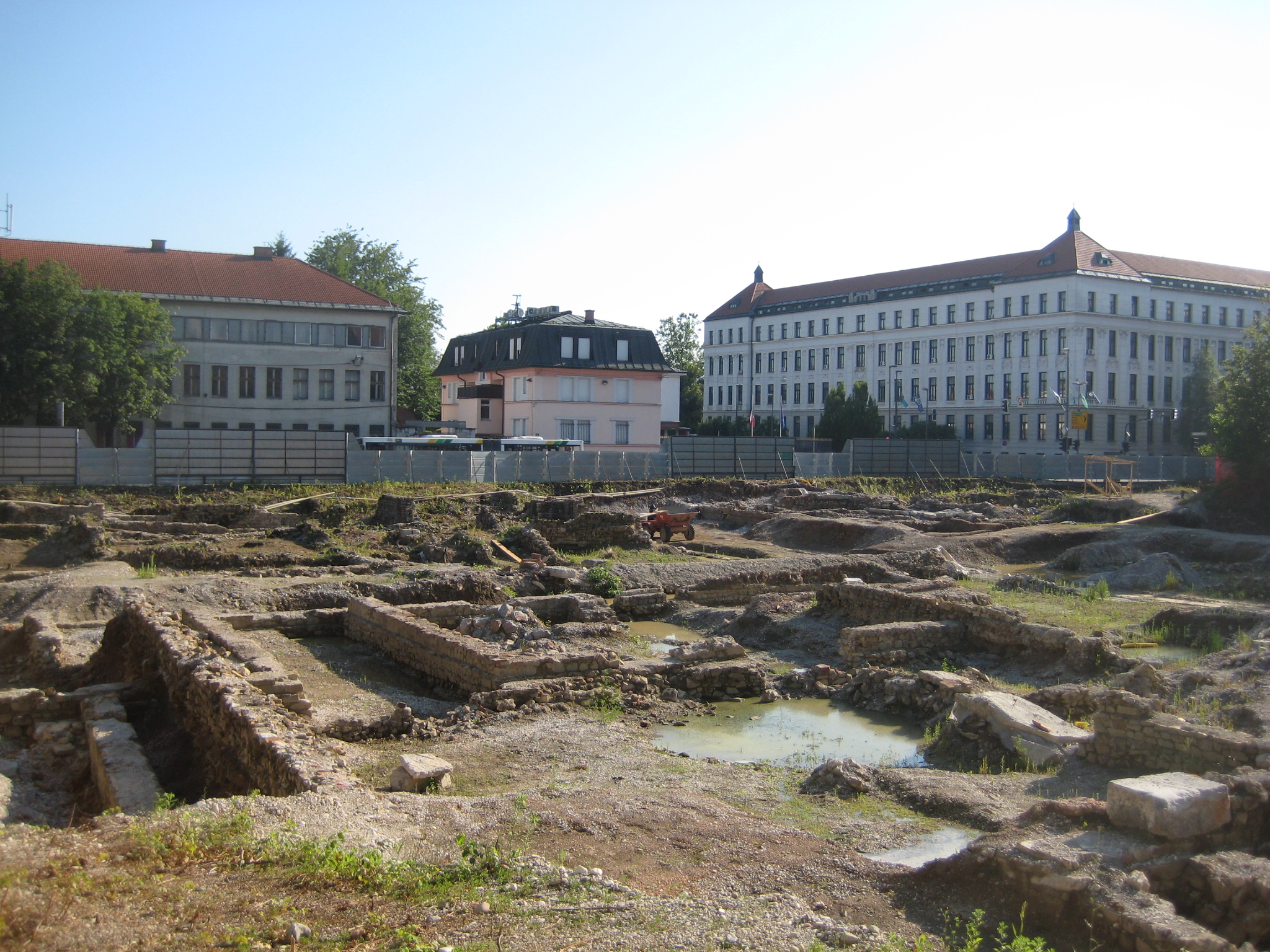
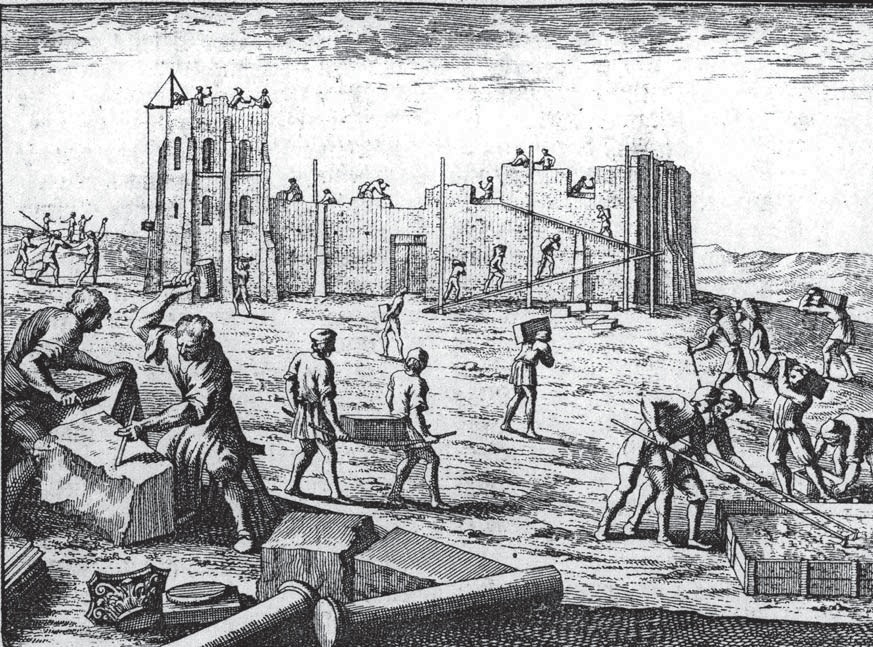
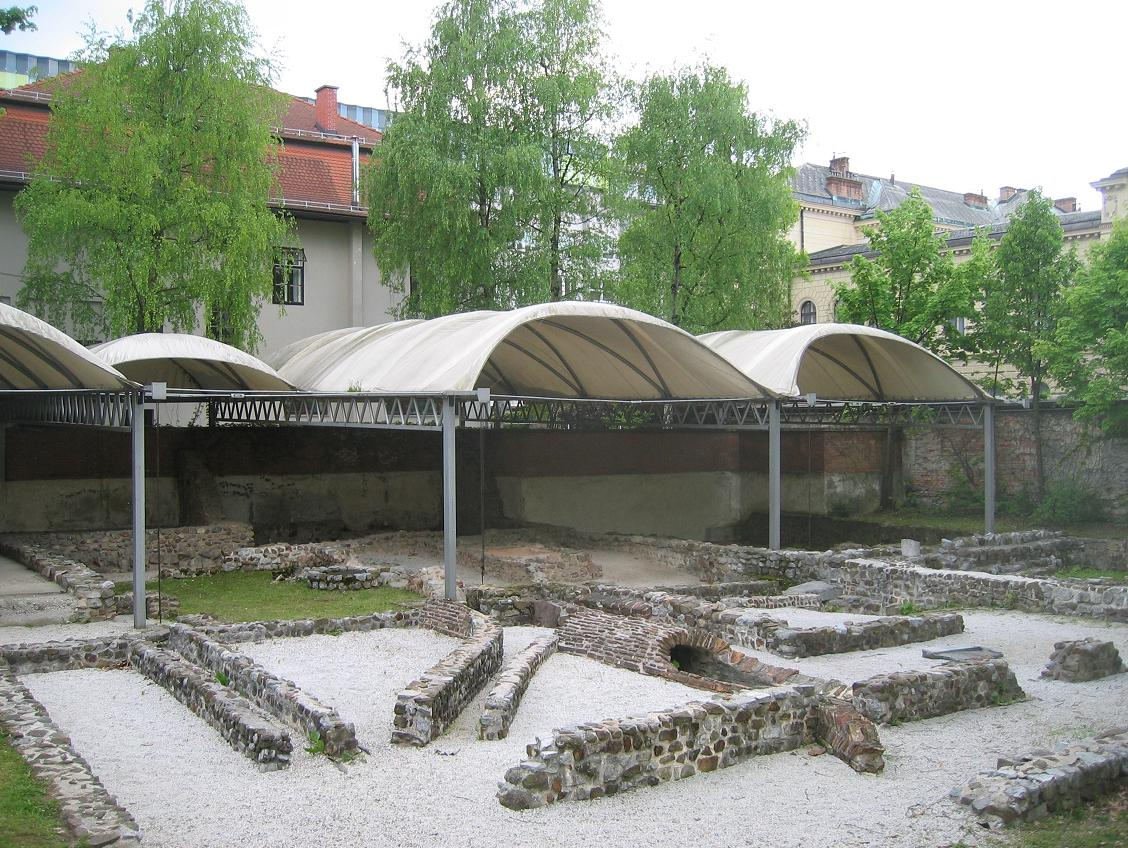